# Наумчик, Николай Кузьмич
Николай Кузьмич Наумчик (15 июля 1916, Минск — 17 февраля 1994, Чернигов) — лётчик-ас, полковник Советской Армии, участник Великой Отечественной войны, Герой Советского Союза (1943).

## Биография
Николай Наумчик родился 15 июля 1916 года в Минске. После окончания семи классов школы работал сначала на кондитерской фабрике «Коммунарка», затем на станкостроительном заводе. Параллельно с работой занимался в аэроклубе. В 1937 году Наумчик был призван на службу в Рабоче-крестьянскую Красную Армию. В 1938 году он окончил Борисоглебскую военную авиационную школу лётчиков. С июля 1941 года — на фронтах Великой Отечественной войны.
К февралю 1943 года гвардии капитан Николай Наумчик командовал эскадрильей 42-го гвардейского истребительного авиаполка 216-й смешанной авиадивизии 4-й воздушной армии Северо-Кавказского фронта. К тому времени он совершил 270 боевых вылетов, принял участие в 39 воздушных боях, сбив 8 вражеских самолётов лично и ещё 8 — в составе группы. За эти подвиги представлен к званию Героя.
Указом Президиума Верховного Совета СССР от 1 мая 1943 года за «образцовое выполнение боевых заданий командования на фронте борьбы с немецкими захватчиками и проявленные при этом мужество и героизм» гвардии капитан Николай Наумчик был удостоен высокого звания Героя Советского Союза с вручением ордена Ленина и медали «Золотая Звезда» за номером 907.
К декабрю 1943 года совершил около 400 боевых вылетов, провёл около 60 воздушных боя, лично сбил 13 и в группе 7 самолётов. В этом месяце был отозван с фронта и направлен на учёбу в академию.
В 1946 году Наумчик окончил Военно-воздушную академию. Участвовал в Параде Победы. Продолжал службу в Советской Армии. В 1957 году в звании полковника Наумчик был уволен в запас. 
Проживал в Чернигове. Скончался 17 февраля 1994 года, похоронен на Яцевском кладбище Чернигова.
Был награждён двумя орденами Ленина, тремя орденами Красного Знамени, двумя орденами Отечественной войны 1-й степени, орденом Красной Звезды и рядом медалей.
Упоминается в мемуарах Гермогена Сергеевича Поспелова.